# 12618 Cellarius
12618 Cellarius è un asteroide della fascia principale. Scoperto nel 1960, presenta un'orbita caratterizzata da un semiasse maggiore pari a 3,1087842 UA e da un'eccentricità di 0,1375369, inclinata di 16,07644° rispetto all'eclittica.